# Sajómercse
Sajómercse község Borsod-Abaúj-Zemplén vármegyében, a Putnoki járásban.

## Fekvése
A megye nyugati részén helyezkedik el, Ózdtól kelet-északkeleti irányban, Putnoktól délre. Belterülete az Upponyi-hegység északi részén alacsony hegyvonulatok közé zárva, a Királd-patakon át, a Sajóba ömlő Mercsei-patak völgyében épült fel. Felszínét döntően felső miocén riolittufa fedi, hasznosítható nyersanyaga a barnaszén, területén jelentős az erdők aránya.

### Megközelítése
Közúton a Borsodbótát Putnokkal összekötő 2523-as út mentén közelíthető meg, de érinti még a 2525-ös út is. Meglehetősen elzárt település, a nagyobb forgalmú utaktól viszonylag távol.
Határában halad el a Füzesabony–Putnok-vasútvonal, de a vonalnak ezen a szakaszán 2009 végén megszűnt a forgalom.

## Története
Neve 1330-ban szerepel először írásos formában, amikor Kilit  egri püspök a bélháromkúti apátságnak adja birtokként. A 16–17. században világi birtokosai is vannak, de 1700-tól az egri szemináriumé lett. 1735-ig plébánia központ is, utána viszont Sajónémeti lett a plébánia központja, Sajómercse pedig fília lett. Temploma már a középkorban is volt, de 1778/1779-ben újat kellett építeni.

## Közélete

### Polgármesterei
- 1990–1994: Kovács Sándor (független)[4]
- 1994–1998: Kovács-Misa Sándor (független)[5]
- 1998–2002: Ádám László (független)[6]
- 2002–2006: Ádám László (független)[7]
- 2006–2010: Ádám László (független)[8]
- 2010–2014: Kovács Zoltán (független)[9]
- 2014–2019: Kovács Zoltán (független)[10]
- 2019–2024: Kovács Zoltán (független)[11]
- 2024– : Kovács Zoltán (független)[1]

## Népesség
A település népességének változása:
| Lakosok száma | 219  | 214  | 209  | 182  | 188  | 180  | 175  |
|               | 2013 | 2014 | 2015 | 2021 | 2022 | 2023 | 2024 |

2001-ben a település lakosságának közel 100%-a magyar nemzetiségűnek vallotta magát.
A 2011-es népszámlálás során a lakosok 94,2%-a magyarnak, 2,9% cigánynak, 0,5% szlováknak mondta magát (5,8% nem nyilatkozott; a kettős identitások miatt a végösszeg nagyobb lehet 100%-nál). A vallási megoszlás a következő volt: római katolikus 84,5%, református 6,3%, felekezeten kívüli 3,9% (5,3% nem válaszolt).
2022-ben a lakosság 93,1%-a vallotta magát magyarnak, 1,6% cigánynak, 0,5% németnek, 0,5% ukránnak, 0,5% egyéb, nem hazai nemzetiségűnek (6,9% nem nyilatkozott; a kettős identitások miatt a végösszeg nagyobb lehet 100%-nál). Vallásuk szerint 55,9% volt római katolikus, 3,7% egyéb katolikus, 3,2% református, 0,5% görög katolikus, 1,1% egyéb keresztény, 1,1% evangélikus, 10,6% felekezeten kívüli (23,9% nem válaszolt).

## Nevezetességei
- Római katolikus templom
- Hősi emlékmű
- Sajómercsei vár
- Koloska-tetői földvár barlangja

## Külső hivatkozások
- Hivatalos oldal